# Sphegina micangensis
Sphegina micangensis är en tvåvingeart som beskrevs av Huo, Ren och Zheng 2007. Sphegina micangensis ingår i släktet midjeblomflugor, och familjen blomflugor.
Artens utbredningsområde är Sichuan (Kina). Inga underarter finns listade i Catalogue of Life.